# قرة موناكو
قرة موناكو (بالإنجليزية: Kara Monaco)‏ (و. 1983  م) هي ممثلة، وعارضة، وبلاي ميت أمريكية، ولدت في ليكلاند، فلوريدا.

## التعليم
تعلمت في Lake Brantley High School ‏
.

## جوائز
حصلت على جوائز منها:

بلاي بوي بلاي ميت (يونيو 2005)

## وصلات خارجية
- قرة موناكو على موقع IMDb (الإنجليزية)
- قرة موناكو على موقع قاعدة بيانات الفيلم (الإنجليزية)
- قرة موناكو في قاعدة بيانات الأفلام على الإنترنت